# Iron Man 2
Iron Man 2 är en amerikansk superhjältefilm från 2010 i regi av Jon Favreau. Det är en uppföljare till Iron Man och den tredje filmen i serien Marvel Cinematic Universe. En uppföljare, Iron Man 3, hade premiär under 2013.

## Handling
I kölvattnet av den presskonferens där Tony Stark (Robert Downey Jr) avslöjade att han var Iron Man, påbörjar den ryske fysikern Ivan Vanko (Mickey Rourke) en egen dräkt. 
Stark inviger Stark Expo, en framtidsutställning (likt Disneys Epcot), till minne av sin far, Howard Stark. Efteråt får han en stämning för att inställa sig inför senaten, som vill att Stark överlämnar sin dräkt, eftersom de menar att det är ett vapen. Stark vägrar och förolämpar senatens expertvittne, vapentillverkaren Justin Hammer (Sam Rockwell). 
En av orsakerna till att Stark beter sig underligt är att den palladium-energicell som han tillverkade för att hålla sig vid liv också långsamt dödar honom. Han överlämnar bland annat sitt företag till sin assistent Pepper Potts (Gwyneth Paltrow), för att sedan skämma ut sig offentligt under en födelsedagsfest. Starks vän, överstelöjtnant Rhodes (Don Cheadle), kan inte längre skydda Stark och tvingas stjäla en av Starks tidigare Iron Man-dräkter. Armén använder då Hammers företag för att beväpna dräkten.
Vanko lyckas ta sig in på racingbanan i Monaco, där Stark tävlar och konfronterar honom med sin nya dräkt, som har två strömförande piskor. Iron Man besegrar Vanko som blir fängslad, men Hammer fejkar Vankos död och fritar honom, så att han ska kunna tillverka vapen till Hammers presentation på Stark Expo. 
S.H.I.E.L.D. har infiltrerat Starks företag (med agenten Natasha Romanoff, spelad av Scarlett Johansson), eftersom de förstått att Stark är sjuk, och dess chef Nick Fury visar Stark att Howard Stark kanske hade lösningen till Starks problem redan 1974.
Vanko bygger en serie drönare och lyckas kapa överstelöjtnant Rhodes dräkt under demonstrationen, vilket betyder att Iron Man tvingas konfrontera ett dussintal motståndare.

## Rollista (i urval)
- Robert Downey, Jr. – Anthony "Tony" Stark / Iron Man
- Gwyneth Paltrow – Virginia "Pepper" Potts
- Don Cheadle – Överstelöjtnant James "Rhodey" Rhodes / War Machine
- Scarlett Johansson – Natalie Rushman / Natasha Romanoff / Black Widow
- Sam Rockwell – Justin Hammer
- Mickey Rourke – Ivan Vanko / Whiplash
- Samuel L. Jackson – Nick Fury
- John Slattery – Howard Stark
- Jon Favreau – Harold "Happy" Hogan
- Garry Shandling – Senator Stern
- Clark Gregg – Agent Phil Coulson
- Leslie Bibb – Christine Everhart
- Kate Mara – U.S. Marshal
- Eugene Lazarev – Anton Vanko
- Olivia Munn – Chess Roberts
- Paul Bettany – J.A.R.V.I.S. (röst)
- Stan Lee – Larry King (cameo)

## Om filmen

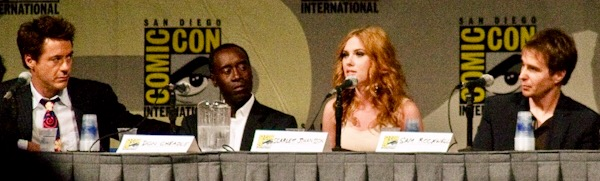
Robert Downey Jr, Don Cheadle, Scarlett Johansson och Sam Rockwell.

Nästa film i Marvel Cinematic Universe är Thor (2011). Iron Man förekom nästa gång i filmen The Avengers.